# Lycophotia
Lycophotia is een geslacht van nachtvlinders uit de familie Noctuidae.

## Soorten
- L. cissigma (Menetries, 1859)
- L. ecvinacea Hampson, 1903
- L. erythrina (Herrich-Schäffer, 1852)
- L. melanephra Hampson, 1909
- L. molothina

Grijze heide-uil (Esper, 1789)
- L. porphyrea

Granietuil (Denis & Schiffermüller, 1775)
- L. postventa (Geyer, 1837)
- L. velata Staudinger, 1888
- L. viridis Hampson, 1911